# Eclipsa de Soare din 14 octombrie 2023
O eclipsă de Soare inelară a avut loc la 14 octombrie 2023. Este a 17-a eclipsă inelară din secolul al XXI-lea.
octombrie 14, 2023

## Parcurs

Traiectoria eclipsei peste Pământ.

Eclipsa a început în Pacificul de Nord, a traversat Vestul Statelor Unite, apoi Golful Mexic, a trecut peste peninsula Yucatan, apoi de-a lungul Americii Centrale, apoi a continuat în America de Sud traversând Columbia, apoi Brazilia pentru a a lua sfârșit în Atlantic, în largul punctului Est al Braziliei.

## Galerie de imagini

### Inelaritate

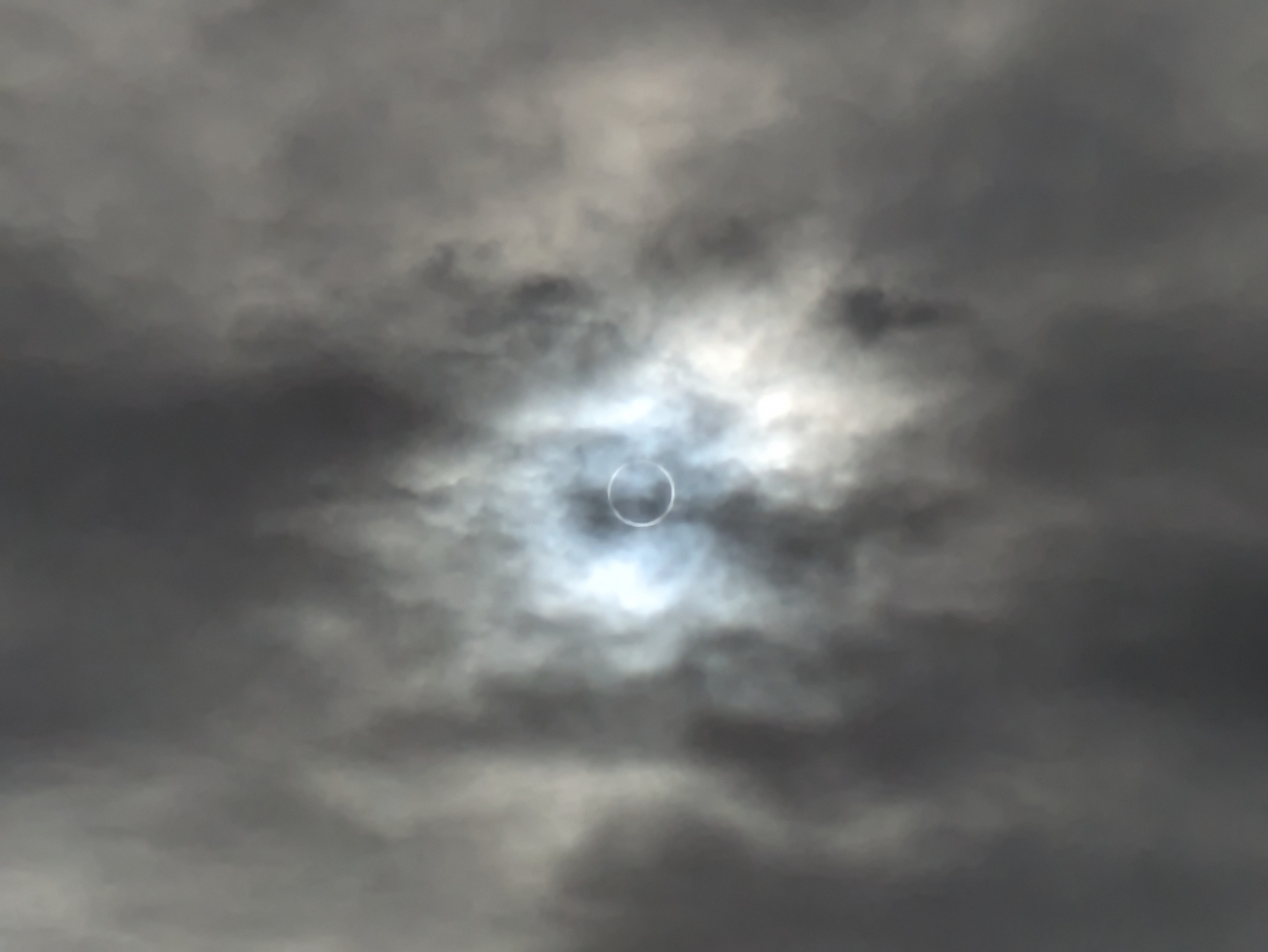
Winnemucca, Nevada, Statele Unite ale Americii
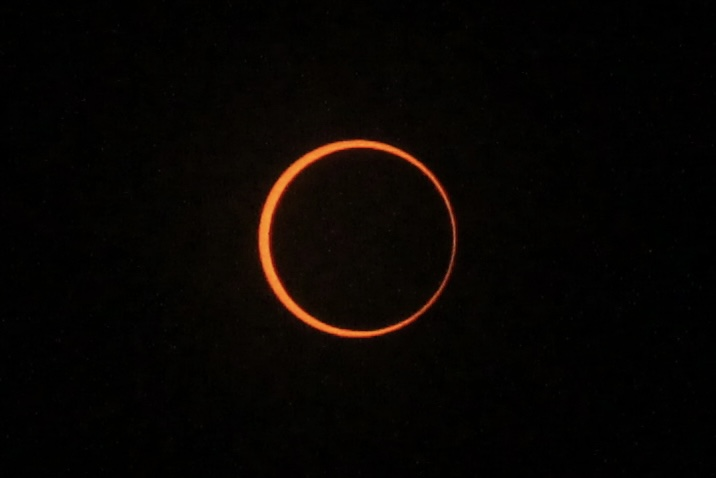
Los Alamos, New Mexico, Statele Unite ale Americii
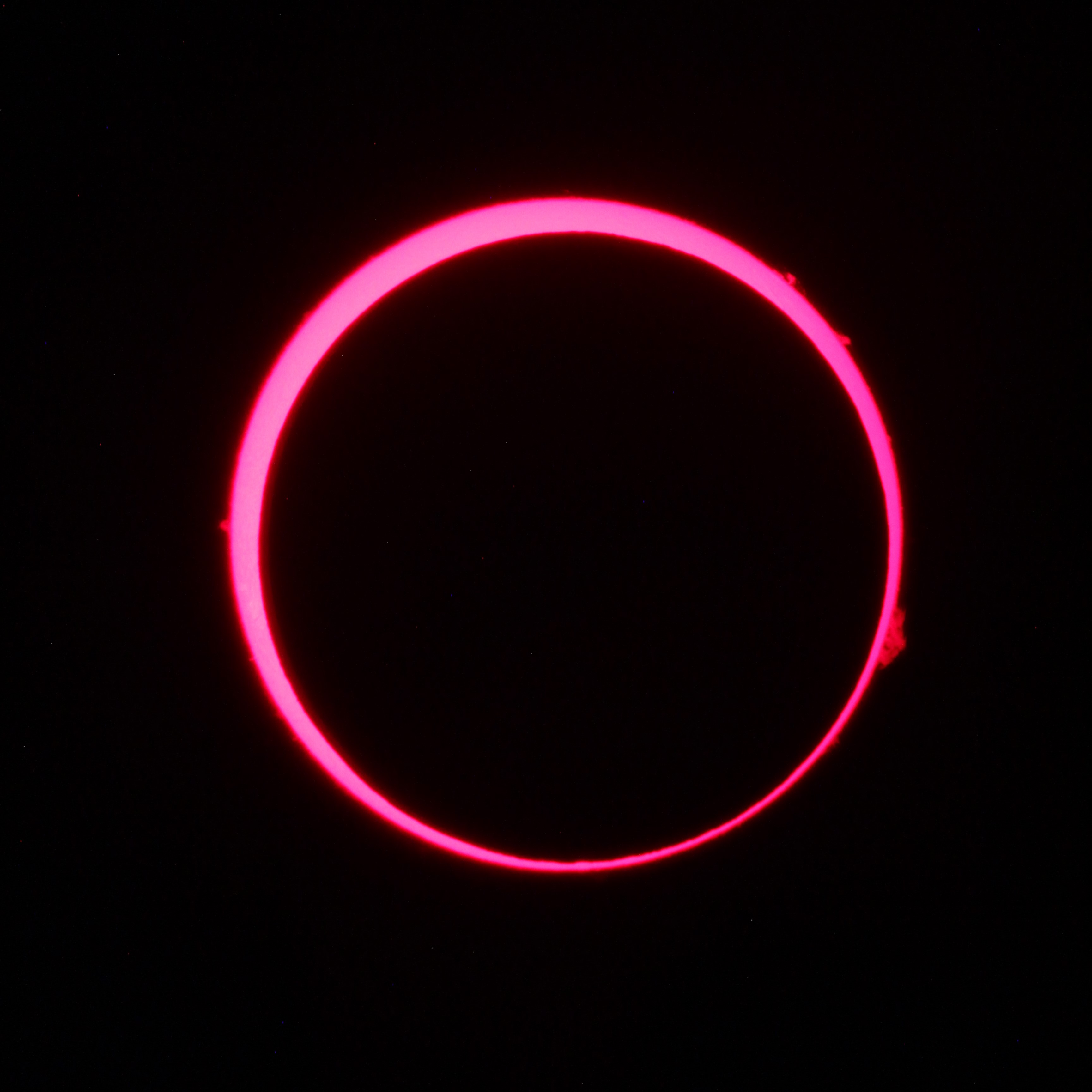
Inelaritate în partea H-Alpha a spectrului. White Rock, NM
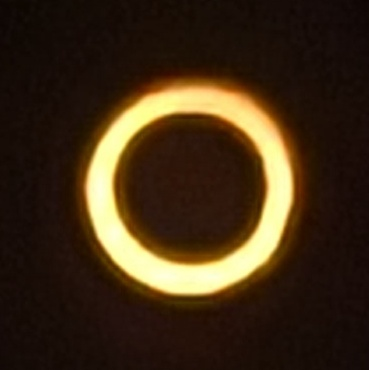
Andrews, Texas, Statele Unite ale Americii
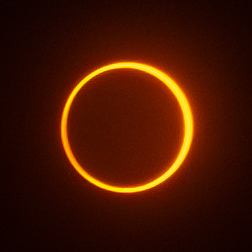
Campeche, Mexic
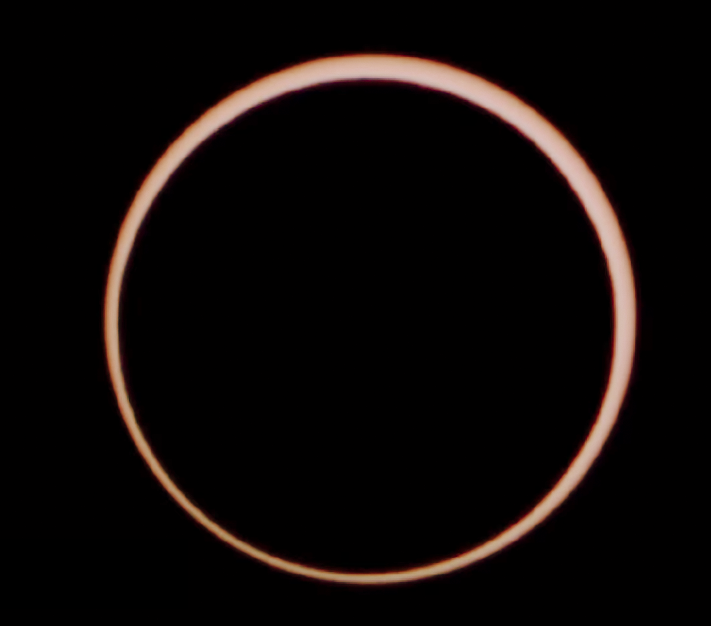
Juazeiro do Norte, Ceará, Brazilia

### Parțialitate

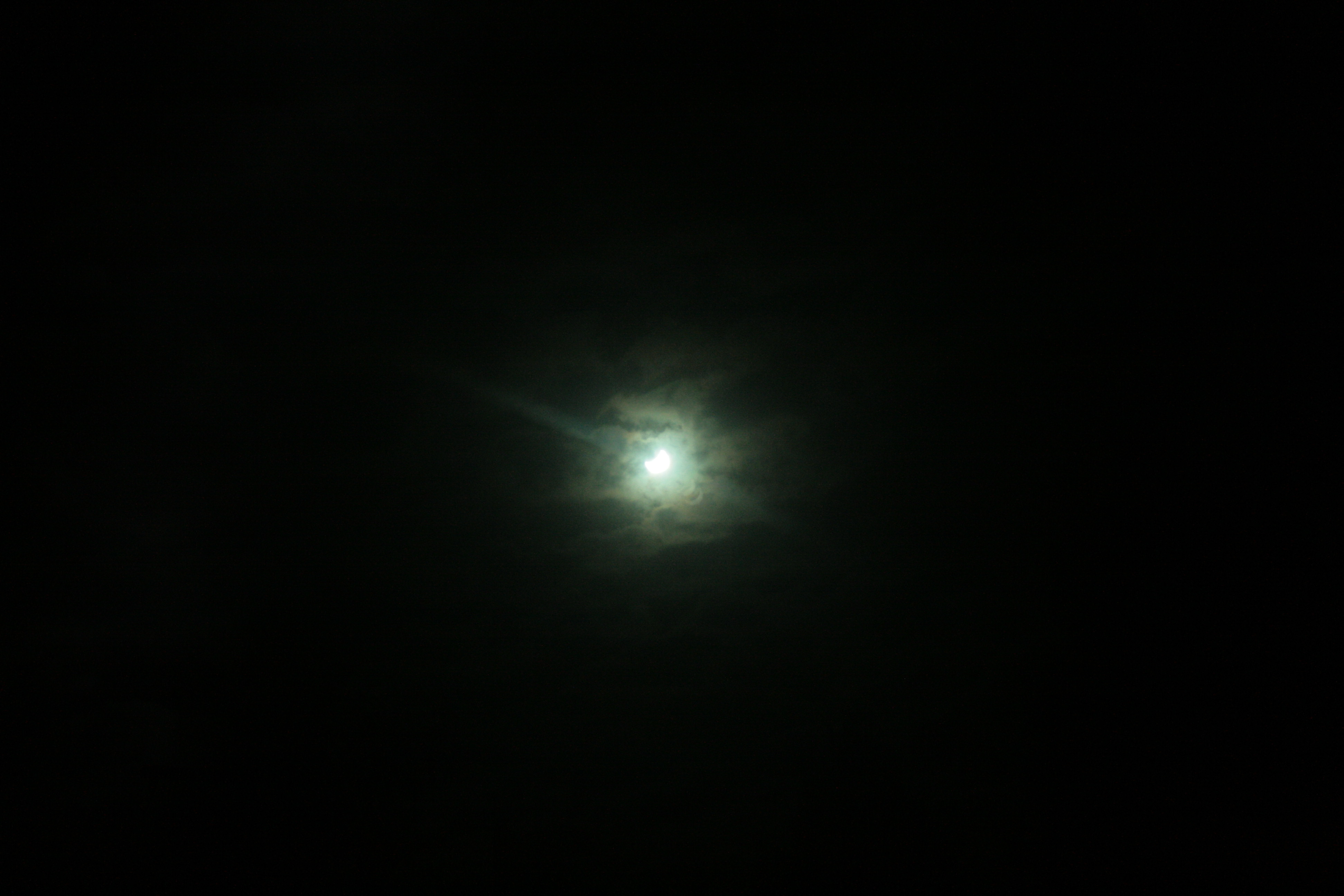
Fremont, California, Statele Unite ale Americii
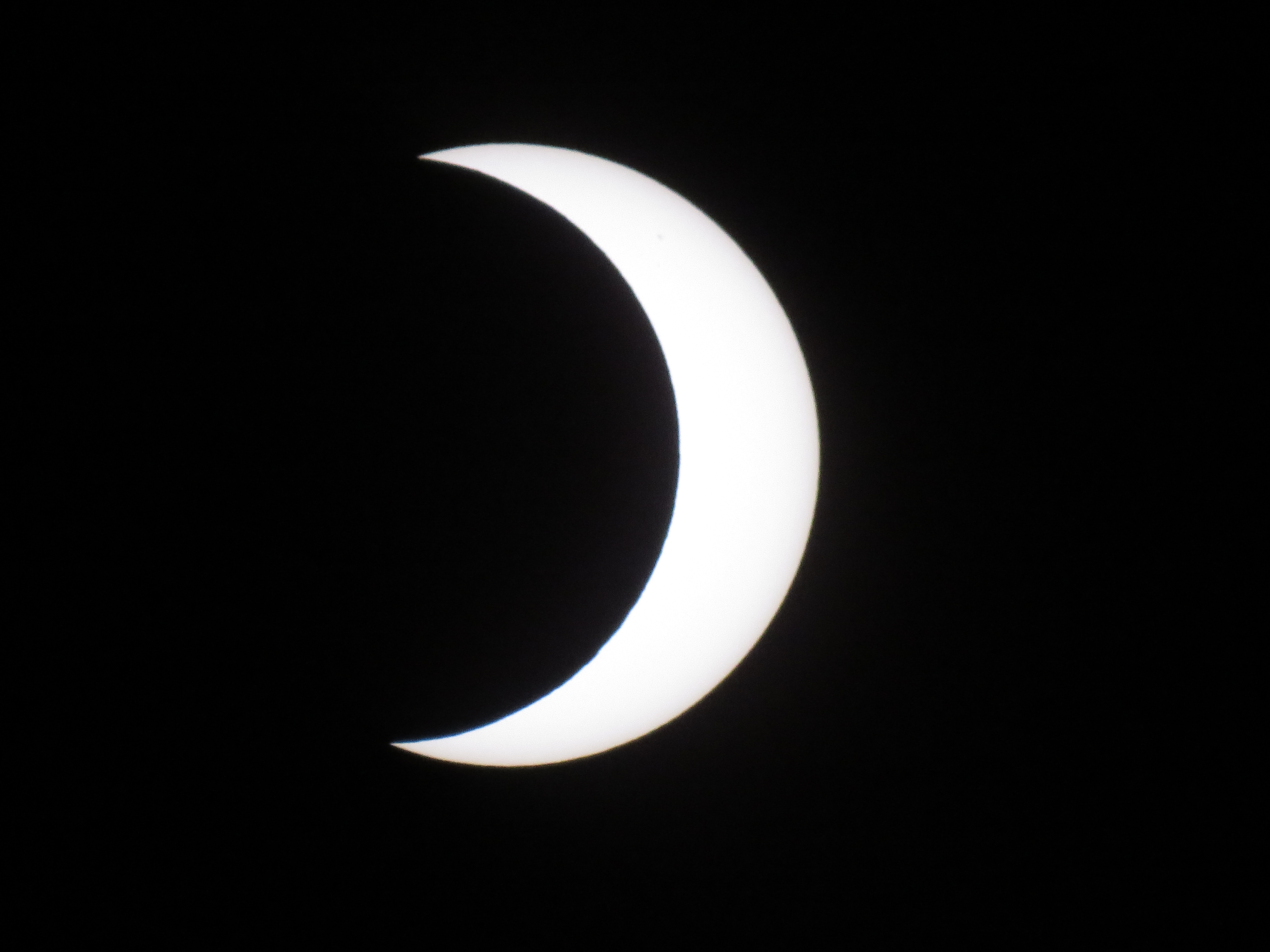
Santa Ana, California, Statele Unite ale Americii
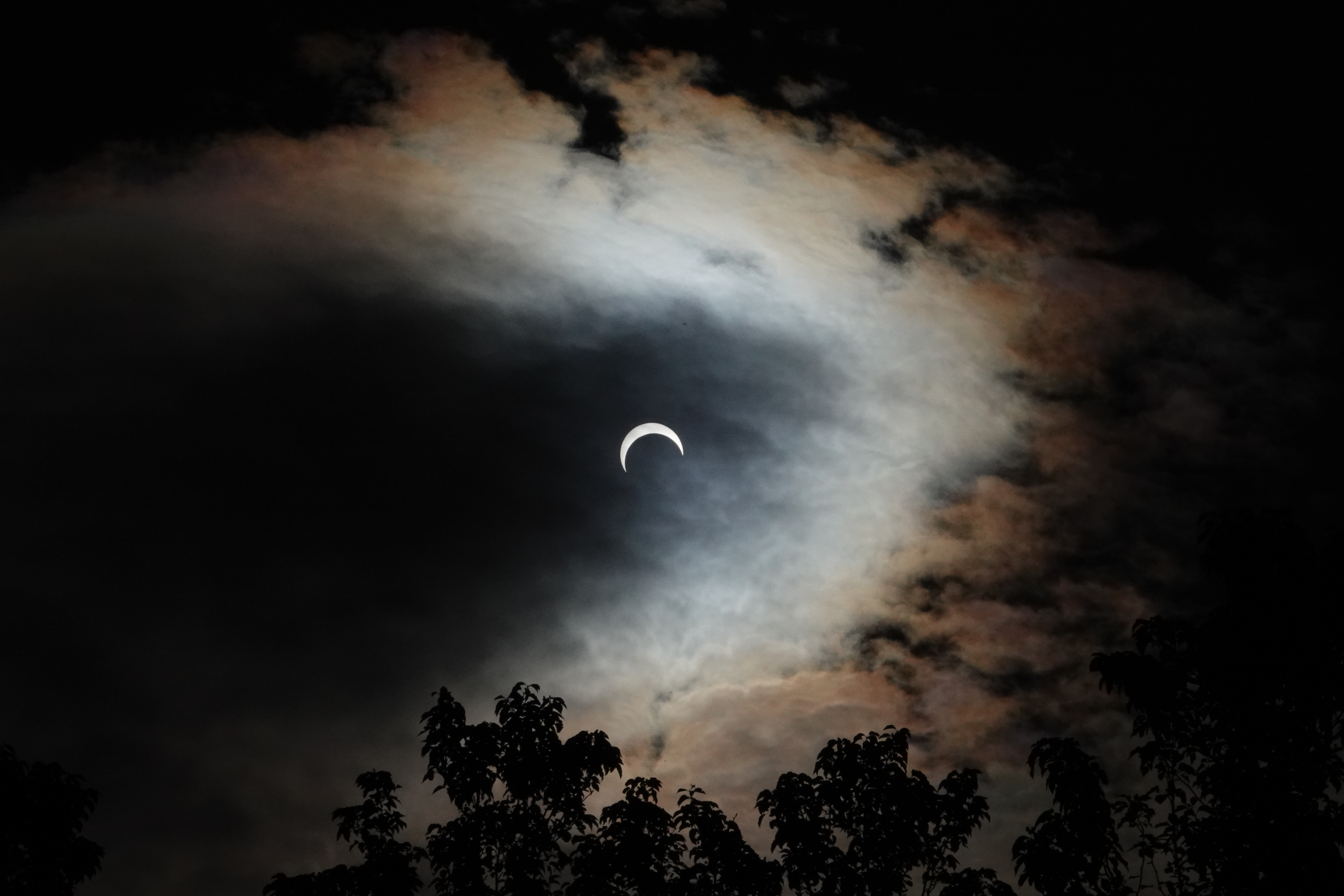
Boise, Idaho, Statele Unite ale Americii
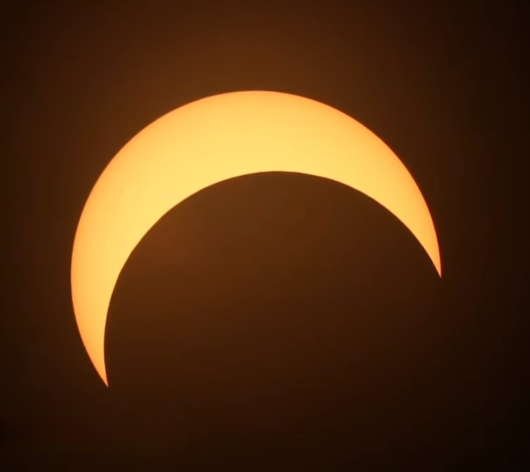
Kerrville, Texas, Statele Unite ale Americii
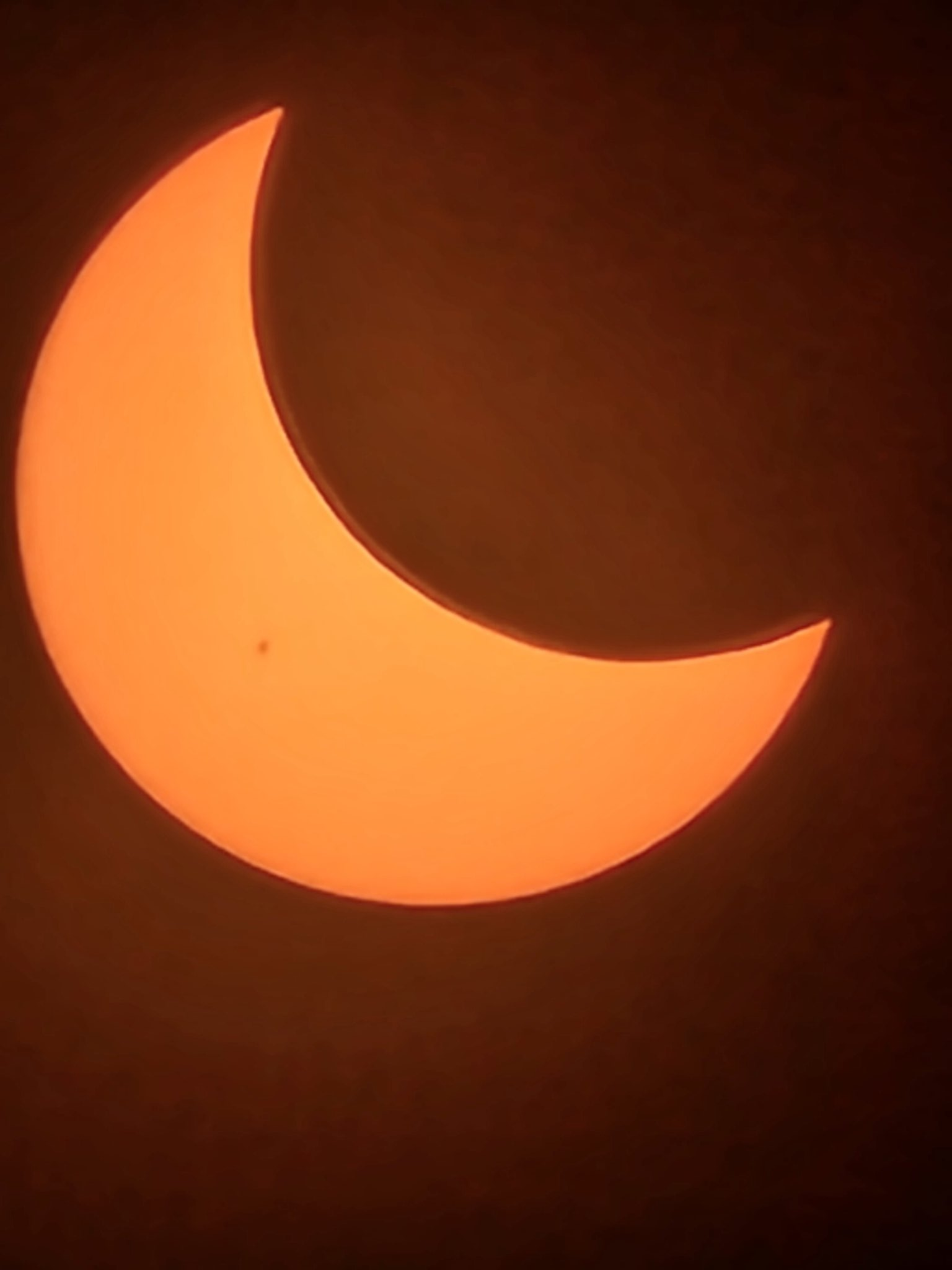
National Weather Center in Norman, Oklahoma, Statele Unite ale Americii
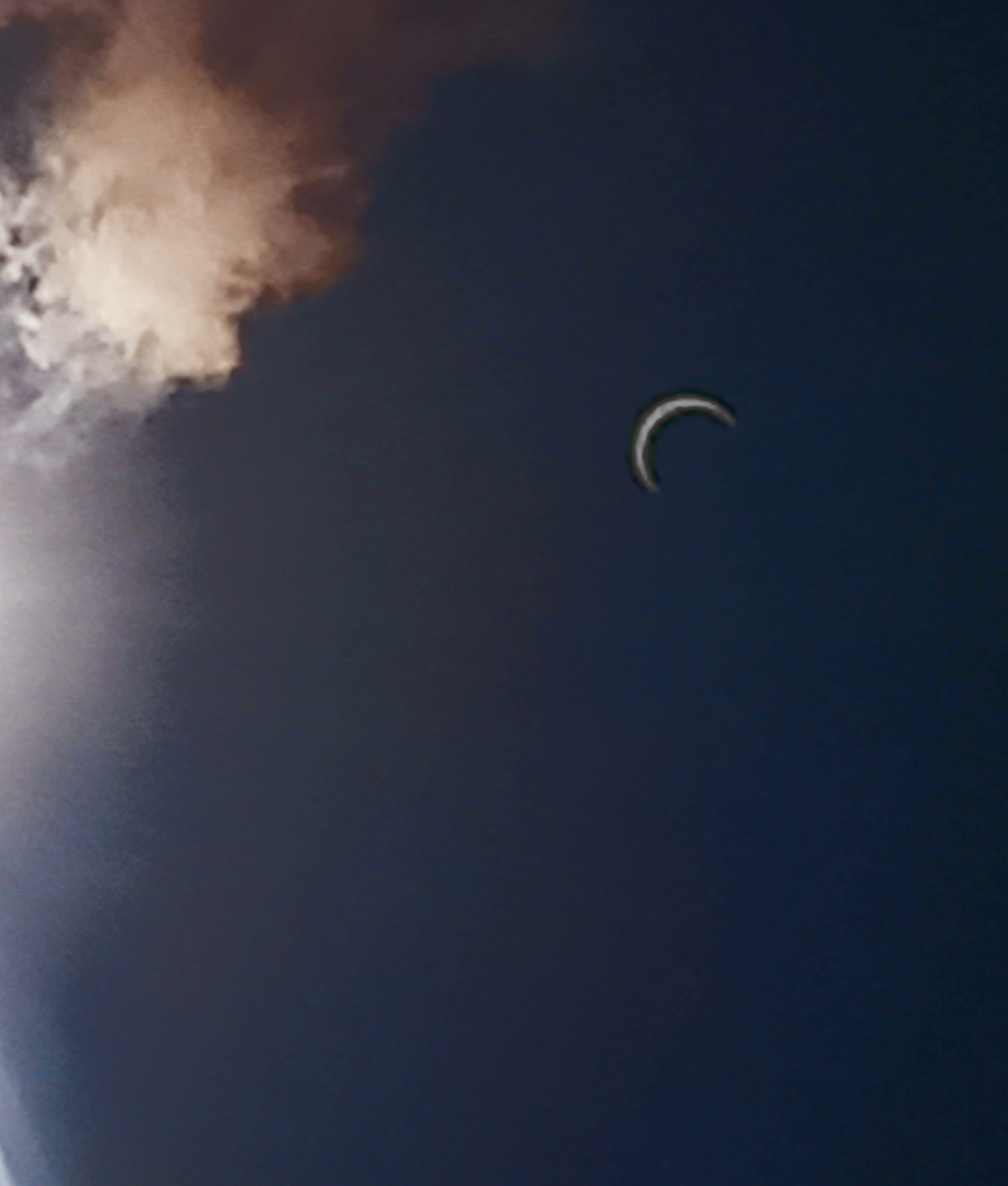
San Salvador, El Salvador
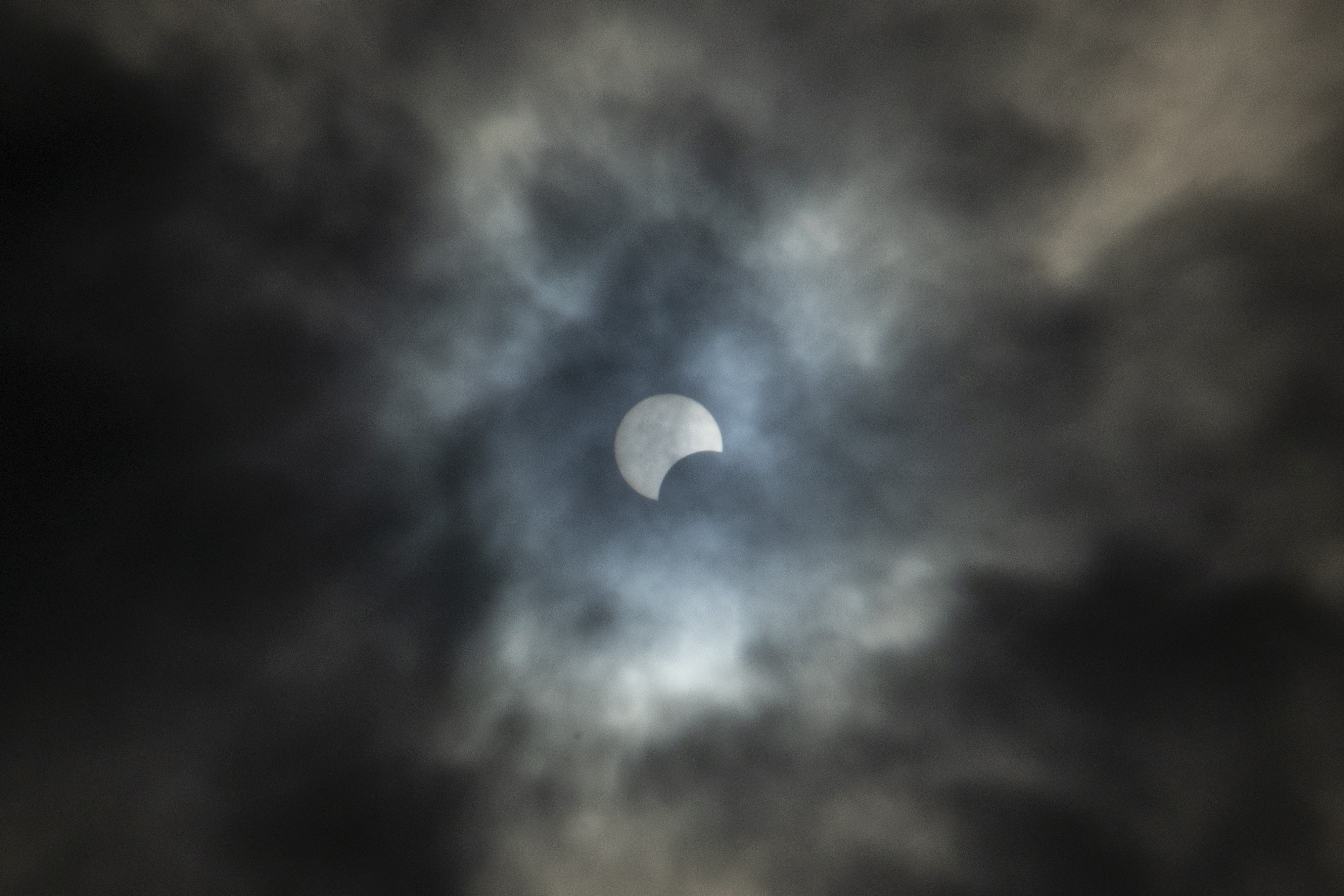
Belleville, Ontario, Canada
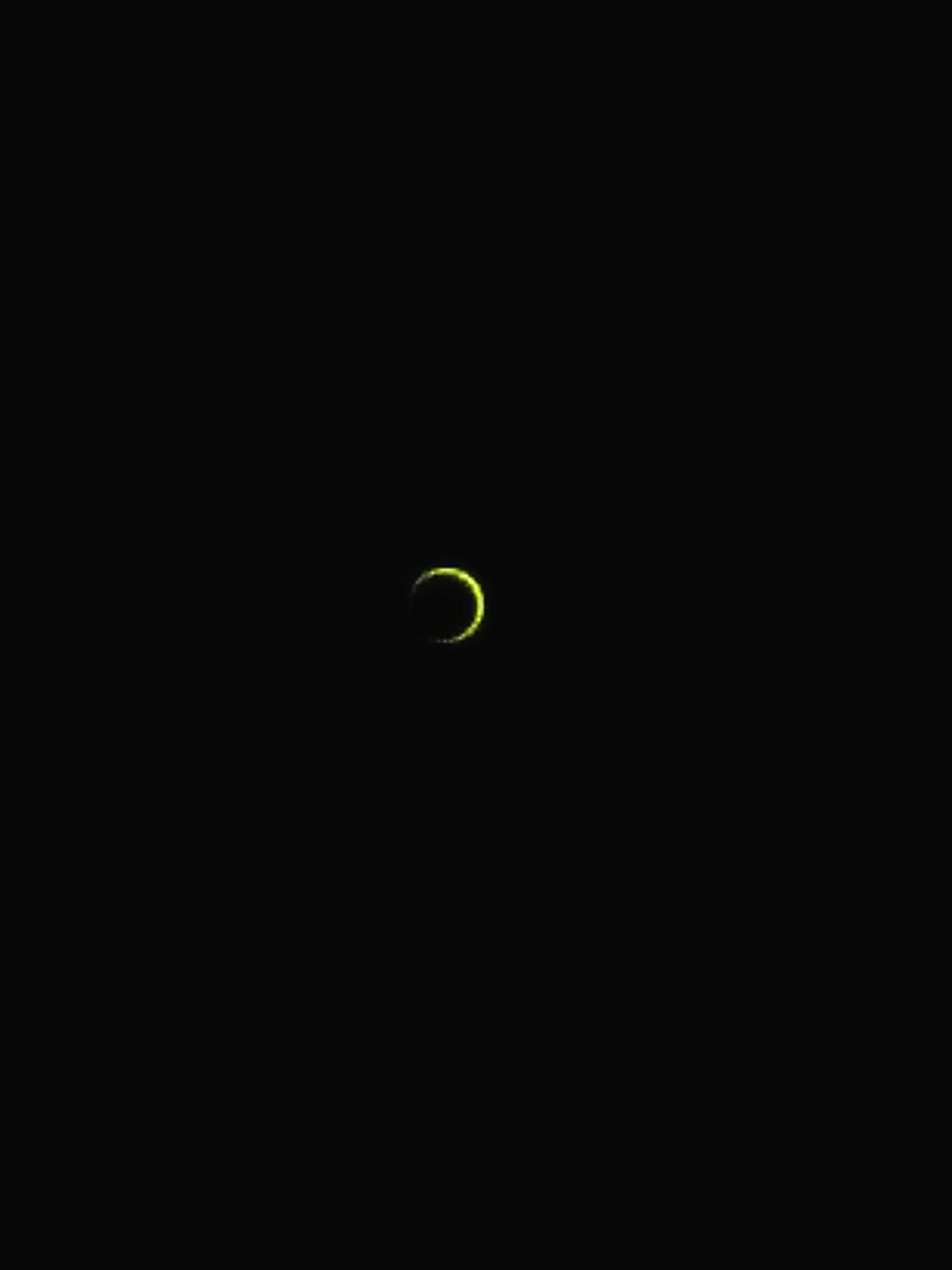
Apodi, Rio Grande do Norte, Brazilia
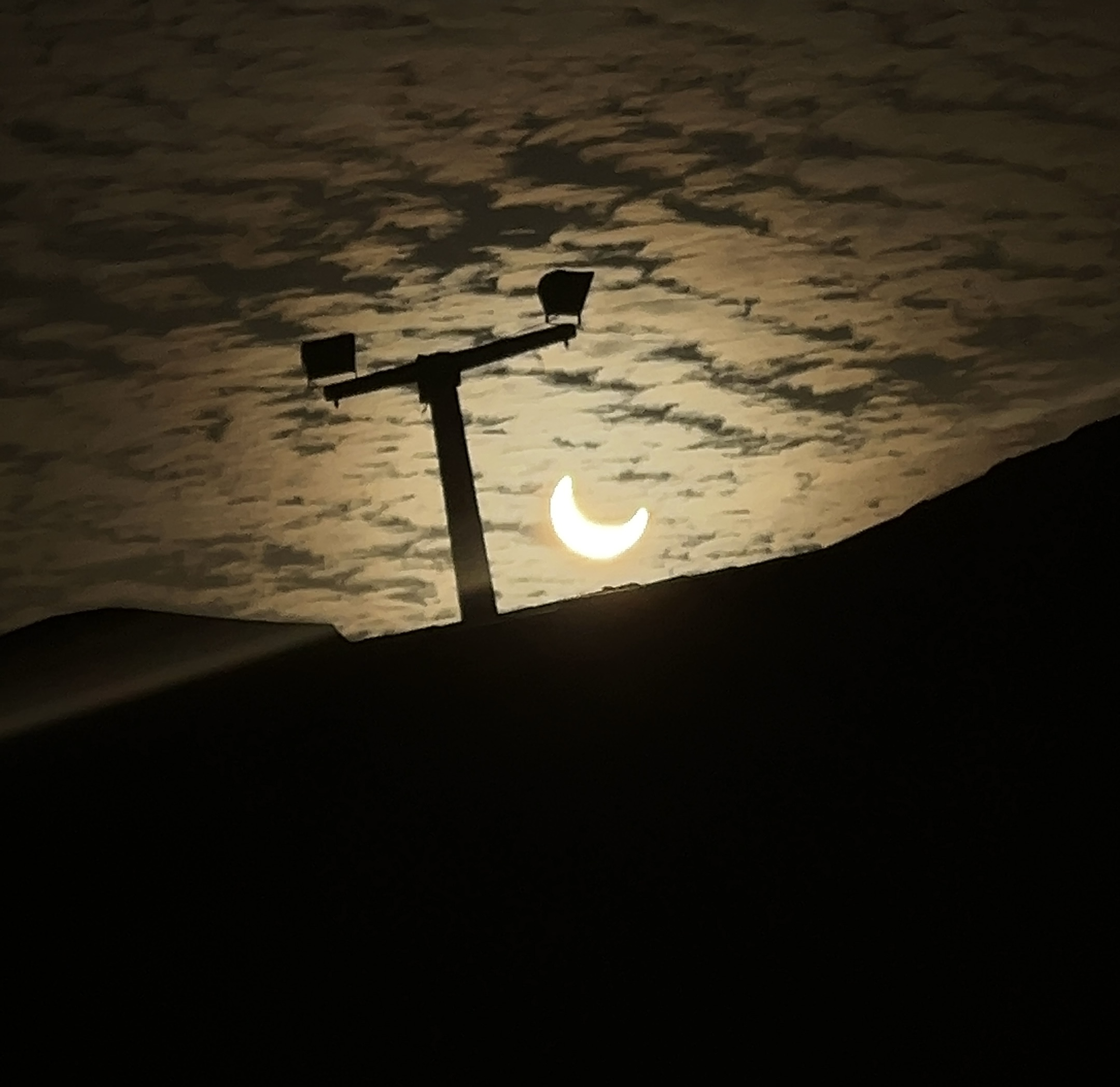
Pedra Mole, Sergipe, Brazilia
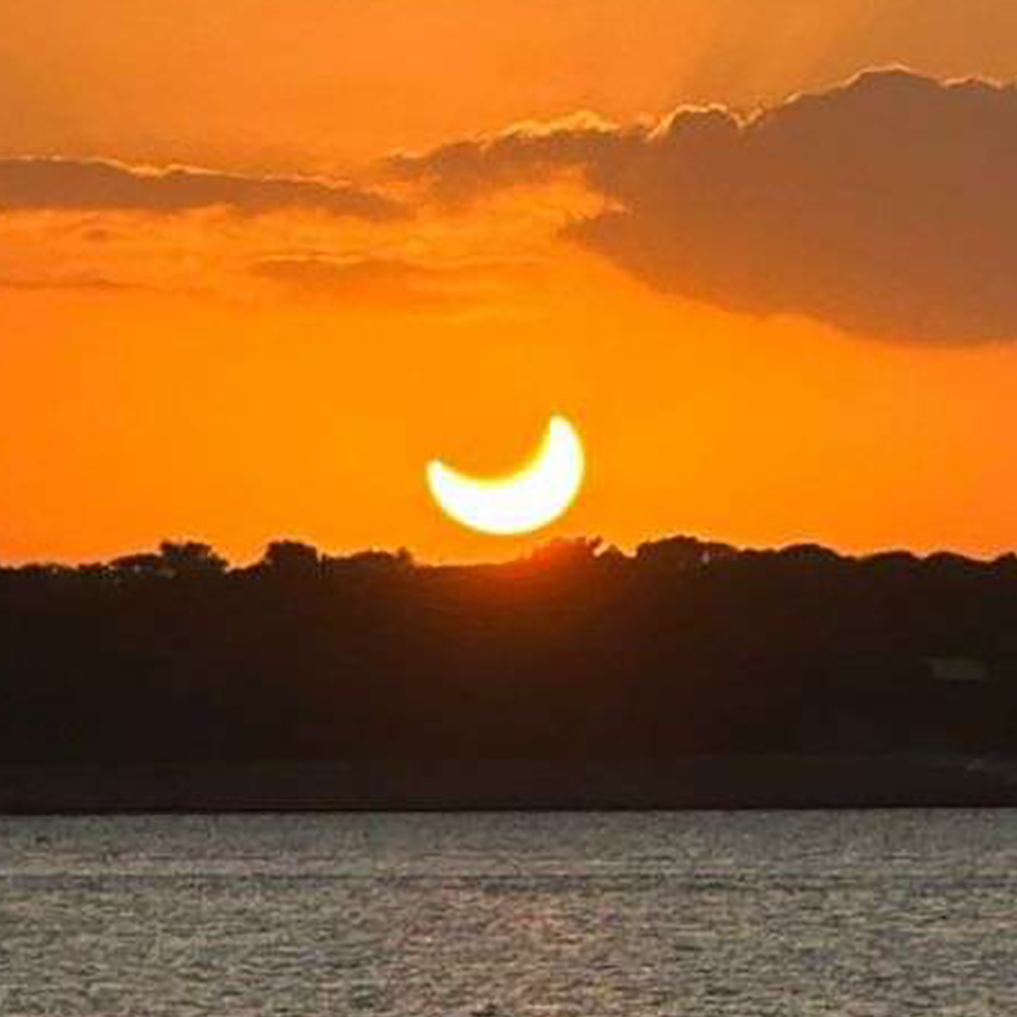
Natal, Rio Grande do Norte, Brazilia

### Eclipse din anul 2023
- Eclipsa hibridă de Soare din 20 aprilie.
- Eclipsa de Lună prin penumbră din 5 mai.
- Eclipsa inelară de Soare din 14 octombrie.
- Eclipsa parțială de Lună din 28 octombrie.